# لورن گیبس
لورن گیبس (انگلیسی: Lauren Gibbs؛ زادهٔ ۲ مارس ۱۹۸۴) ورزشکار بابسلد اهل ایالات متحده آمریکا است.
وی در مسابقات کشوری و بین‌المللی در مجموع برندهٔ ۱ مدال طلا، ۱ مدال نقره، ۱ مدال برنز شده‌است.